# Alessandro Mavrocordato
Alexandros Mavrokordatos, italianizzato come Alessandro Mavrocordato (in greco Aλέξανδρος Μαυροκορδάτος?; Costantinopoli, 11 febbraio 1791 – Egina, 18 agosto 1865), è stato un politico greco fanariota. Partecipò alla guerra d'indipendenza greca e fu primo ministro della Grecia per diversi mandati.

## Biografia

### Le origini
Discendeva dai Maurocordato, una nobile famiglia greca fanariota (cioè abitanti del quartiere Fanar di Costantinopoli), originaria nell'isola di Chio, che diede all'Impero ottomano, tra il 1600 e il 1800, dragomanni e hospodar dei principati di Moldavia e Valacchia.

### La guerra d'indipendenza greca
Fin da giovanissimo aderì alla Filikí Etería, la società segreta patriottica greca che si batteva per l'indipendenza della penisola ellenica dalla dominazione ottomana; nel 1821, allo scoppio della guerra d'indipendenza greca, Mavrokordatos accorse in Grecia, distinguendosi durante l'assedio di Missolungi. In seguito divenne uno dei membri dell'Assemblea nazionale di Epidauro, riunitasi nel dicembre di quell'anno. Il risultato di tale assemblea fu, il 1º gennaio 1822, la proclamazione dell'indipendenza della Grecia e la promulgazione della Costituzione greca del 1822 per il governo del paese. Promotore di tale carta costituzionale fu il rivoluzionario Vincenzo Gallina, con la collaborazione di Theodoros Negri e del trentenne Alexandros, a cui fu affidato il primo Consiglio esecutivo. Uno dei suoi primi gesti fu quello di trasferirsi con il governo a Missolungi, allestendone le difese per sostenere il secondo assedio, resistendo fino all'11 gennaio 1823, quando le forze turche si ritirarono con perdite pesanti. Dimessosi dal governo per l'ostilità verso gli altri capi rivoluzionari, favorevoli alla Russia, che lui invece avversava, dal 1825  combatté nella Grecia occidentale contro le forze di Ibrāhīm Pascià. Nel frattempo, la necessità di dare un più coeso ordinamento direttivo ai ribelli greci, portò l'Assemblea Nazionale greca, riunita a Nauplia, il 18 aprile 1828, a proclamare lo Stato ellenico, con capo di Stato il conte Giovanni Capodistria.

### Ministro delle finanze del regno di Grecia
Dopo l'indipendenza della Grecia, sancita prima con il trattato di Adrianopoli nel 1829, poi con la Convenzione di Londra nel 1830, e la guerra civile biennale (1831-1832), causata dall'assassinio del primo presidente greco, le grandi potenze (Francia, Gran Bretagna e Russia) decisero di creare il Regno di Grecia, affidato ad un principe di sangue tedesco, Ottone I di Baviera. Il nuovo sovrano giunse nel gennaio 1833 a Nauplia con la corte e un contingente di truppe; quando, il 6 febbraio, il re nominò il primo gabinetto ministeriale monarchico, con a capo Spiridon Trikoupis, Mavrokordatos ebbe la nomina a ministro delle finanze. In tale veste dovette negoziare un prestito di 8 milioni di sterline per risanare il bilancio finanziario del nuovo Stato, le cui casse erano completamente vuote; una decisione che avrebbe pesato sui destini della Grecia, in quanto, non potendo risanare questo deficit, dovette in seguito accettare le ingerenze delle potenze alleate nei suoi affari interni.

### Primo ministro
Alla caduta di Trikoupis, il 24 ottobre 1833, Ottone I decise di affidare a Mavrocordato la direzione del governo, il cui merito più grande fu quello di rendere, nel 1834, l'istruzione elementare formalmente obbligatoria. Oppositore della politica assolutistica del monarca, egli si dimise il 12 giugno 1834, dandosi poi alla carriera diplomatica e rappresentando il suo Paese in diverse capitali europee, come Monaco, Berlino e Londra. Rientrato ad Atene, fu nuovamente designato da Ottone a ricoprire la carica di primo ministro, accondiscendendo alle richieste dei partiti greci che volevano spezzare la bavarocrazia di cui si era circondato. Ottenuto il mandato il 6 luglio 1841, diede le dimissioni il 22 agosto dello stesso anno, per protesta contro la decisione regia di posticipare la promulgazione della Costituzione. Dopo che re Ottone fu costretto a concederla, a seguito la rivolta militare del 5 settembre 1843, Mavrokordatos, capo del partito anglofilo, fu chiamato a guidare il terzo ministero liberale greco, dall'11 aprile al 18 agosto 1844, in attesa dello svolgimento delle elezioni, le prime, nella storia d'Europa, tenute a suffragio universale maschile. Dal risultato elettorale uscì fuori un governo guidato da Ioannis Kolettis, e pertanto Mavrokordatos si dimise. 
Riassunse poi l'incarico ministeriale il 29 luglio 1854, proprio durante il periodo della guerra di Crimea, che vide la Grecia neutrale tra i due schieramenti, anche se prevalevano le correnti anti-turche che vedevano nell'entrata in guerra del Paese una possibilità per recuperare i territori ancora sotto influenza ottomana. Queste aspirazioni erano alimentate dalla corte reale, in disaccordo con il ministero liberale che era di tendenze anglofile. Il risultato fu che Francia e Inghilterra, per ritorsione, bloccarono con le loro flotte il porto ateniese de Il Pireo, per evitare l'entrata in guerra del regno ellenico a fianco della Russia. Il suo governo fu chiamato Governo d'occupazione, perché dovette concedere che le truppe francesi sbarcassero nel porto, installandovi una guarnigione. Attaccato sia per questo sia per la sua politica conciliante verso l'Inghilterra, Mavrokodatos si dimise l'11 ottobre 1855, ritirandosi a vita privata sull'isola di Egina, dove morì il 18 agosto 1865, a 74 anni.
Fece parte della Massoneria.